# Зайцев (Ставропольский край)
За́йцев — хутор в Курском муниципальном округе Ставропольского края России.

## География
Расположен в 40 км к северо-западу от Моздока. Расстояние до краевого центра — 217 км, до районного центра — 23 км.

## История
Основан в 1885 году как немецко-русский хутор. Входил в состав Моздокского округа Терской области, в советский период — в состав Прохладненского, Советского, Курского районов Орджоникидзевского края.
Согласно «Терскому календарю» за 1910 год хутор Зайцева (число дворов – 21, количество коренных жителей – 156 человек) входил в Моздокский отдел.
На 1 января 1983 года хутор Зайцев числился в составе Ростовановского сельсовета (с центром в селе Ростовановском):18.
До 16 марта 2020 года хутор входил в упразднённый Кановский сельсовет.

## Население
| 1914 | 1926 | 1989 | 2002 | 2010  | 2021 |
| ---- | ---- | ---- | ---- | ----- | ---- |
| 221  | ↗721 | ↗777 | ↗962 | ↗1018 | ↘971 |

По данным переписи 2002 года в национальной структуре населения преобладают русские (72 %).

## Инфраструктура
- Детский сад № 6. Открыт в 1993 году[12]
- Средняя общеобразовательная школа № 22 имени Героя Советского Союза И. Я. Филько. Открыта 12 января 1998 года[13]
- Дом культуры. Открыт 21 апреля 1958 года[14]
- Фельдшерский пункт[15]

## Памятники
- Памятник воинам-землякам, погибшим в годы Великой Отечественной войны 1941—1945 гг. 1966 год[16]

## Кладбище
К юго-востоку от хутора расположено общественное открытое кладбище площадью 10 тыс. м².